# 十二步团体的列表
十二步项目是一种由群众自发组织的应对成瘾性、强迫性的行为问题的团体。最早的十二步项目为在美国创立的匿名戒酒会（Alcoholics Anonymous），随后有多个组织仿照其形式创立，用于针对各类专门性的问题。
本条目列举了部分基于匿名戒酒会衍生的基于十二步项目的组织：
- 匿名戒酒会（AA - Alcoholics Anonymous）
- 欠债者匿名会（DA - Debtors Anonymous）
- 赌博者匿名会（GA - Gamblers Anonymous）
- 过量进食者匿名会（OA - Overeaters Anonymous）
- 性瘾者匿名会（SAA - Sex Addicts Anonymous）
- 性与恋爱上瘾者互助协会（SLAA - Sex and Love Addicts Anonymous）